# Paolo Conte Bonin
Paolo Conte Bonin, né le 9 février 2002 à Thiene, est un nageur italien.

## Carrière
Paolo Conte Bonin intègre l'équipe nationale italienne aux Championnats du monde en petit bassin de 2022 ; il revient avec quatre médailles dans les relais  : l'or sur le 4×100 m nage libre avec Miressi, Deplano et Ceccon (record du monde en 3:02.75), l'argent sur le 4×50 m nage libre, le bronze sur le 4×200 m nage libre et 4×100 m 4 nages.
Il fait partie du relais 4 × 100 m nage libre italien médaillé d'argent aux Championnats du monde de natation 2024 à Doha.
Il a remporté la médaille de bronze du relais 4 × 100 m nage libre masculin aux Jeux olympiques d'été de 2024 à Paris.

## Palmarès

### Jeux olympiques
- Jeux olympiques d'été de 2024 à Paris :
  -  Médaille de bronze du relais 4 × 100 m nage libre.

### Championnats du monde

#### Grand bassin
- Championnats du monde 2024 à Doha :
  -  Médaille d'argent du relais 4 × 100 m nage libre.